# Bomarea angustifolia
Bomarea angustifolia là một loài thực vật thuộc họ Alstroemeriaceae. Đây là loài đặc hữu của Ecuador. Chúng hiện đang bị đe dọa vì mất môi trường sống.